# Veslování (cvik)

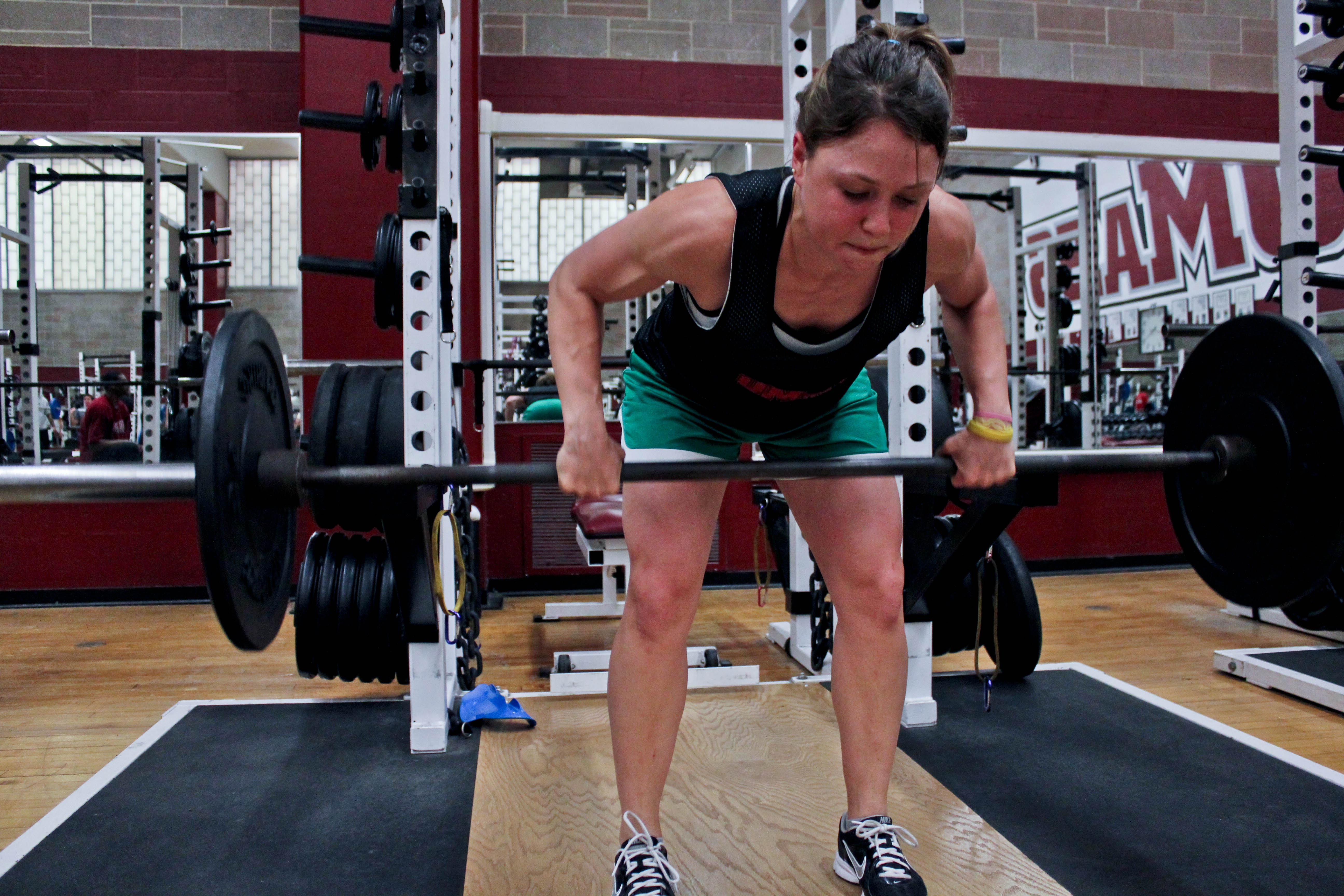
Veslování

Veslování je cvik s činkami pro posílení zad. Tento cvik má mnoho variant, lze měnit šířka úchopu, horní polohu činky včetně zapojení T osy.

## Postup
Cvik se provádí ve stoje s mírně rozkročenýma nohama, přičemž činky visí volně ve spuštěných rukách a pohybem ramen směrem nahoru a k sobě se zvedají. Nádech při pohybu dolů, nahoru výdech.
Veslování je podobné přítahům kladky zespoda. Při pohybu se posiluje střední část zad a proto v horní části je smrštíme, ale záda je třeba držet pevně.

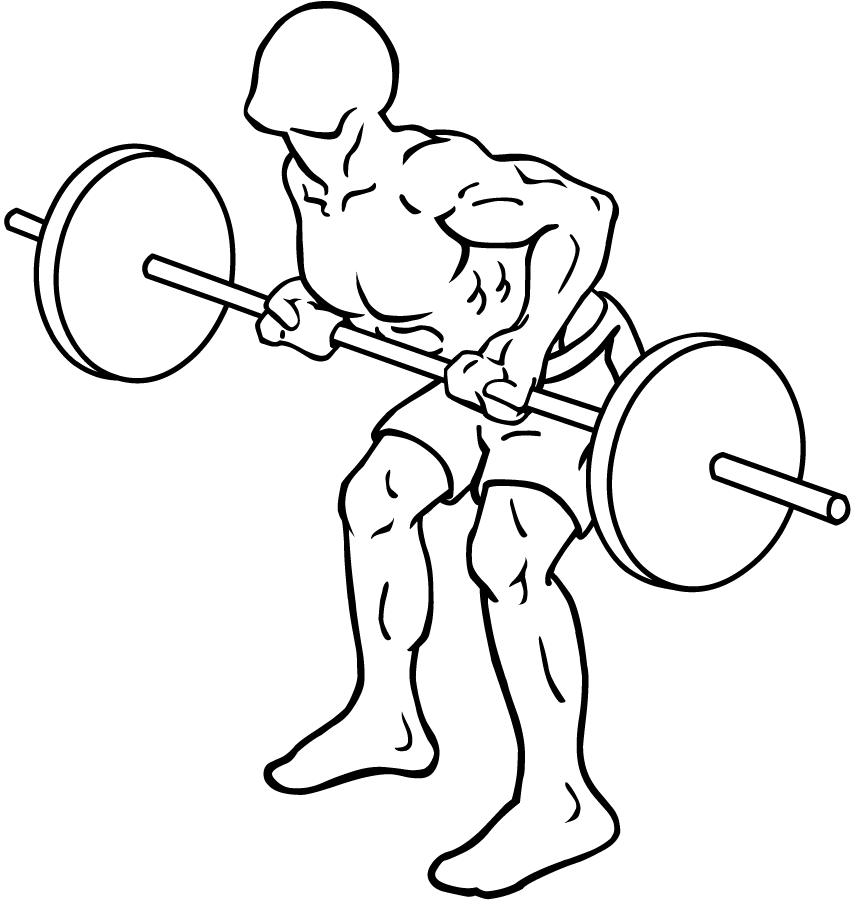
Veslování variace
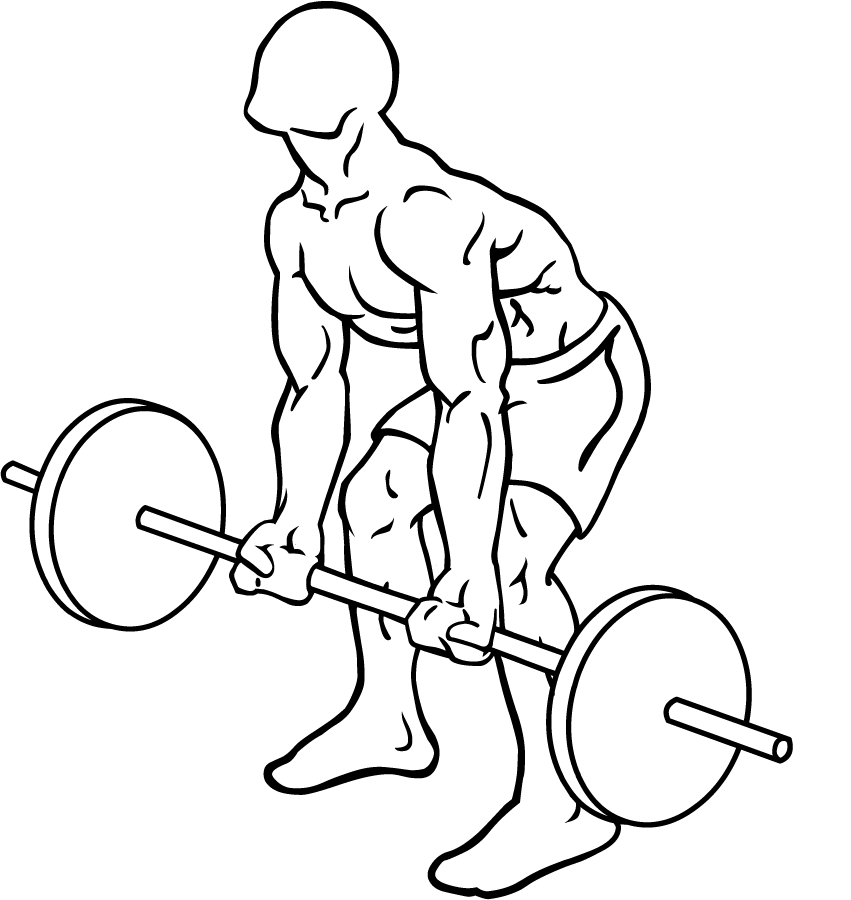
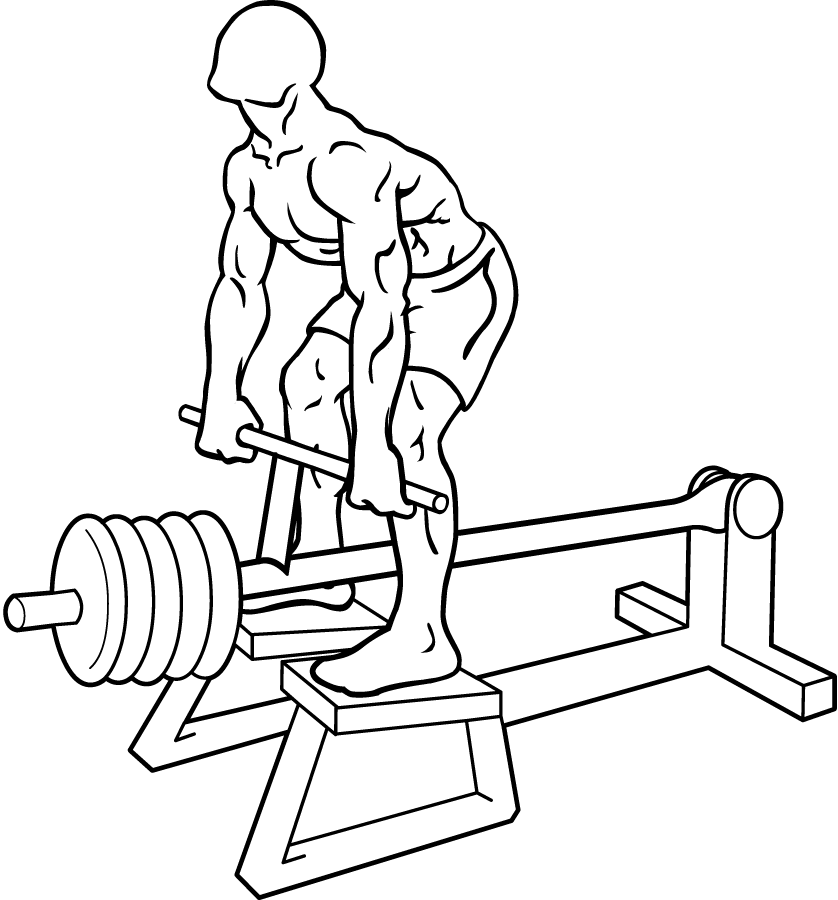
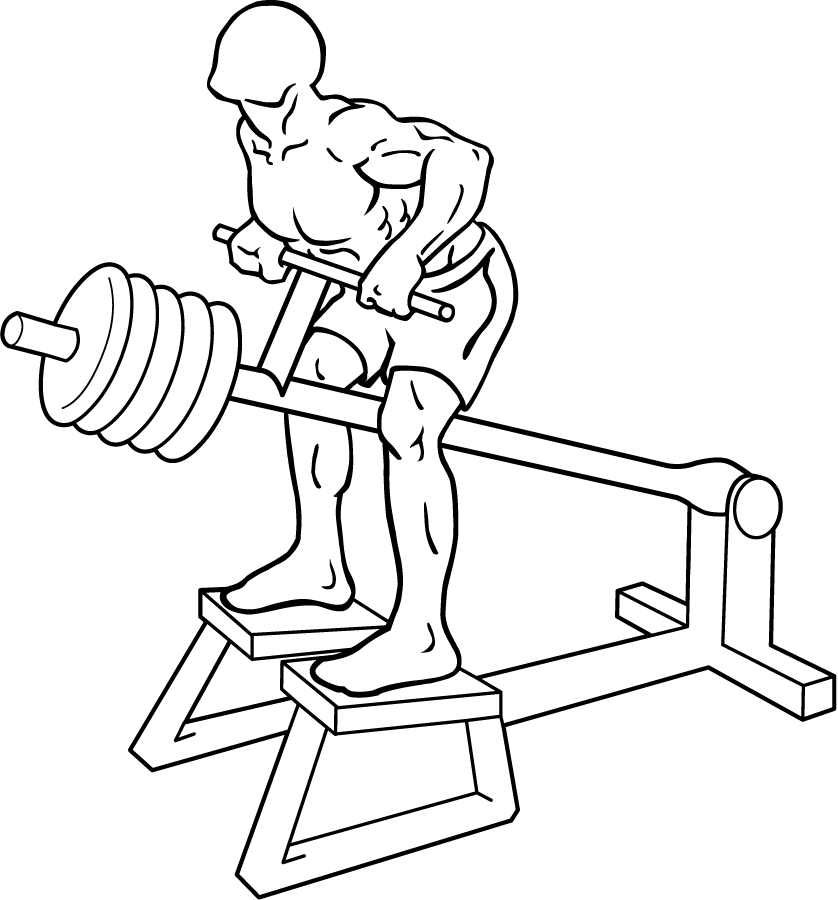
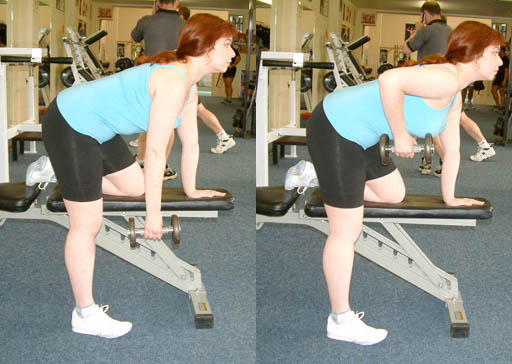
Veslování (na lavici)